# Troisième crise du détroit de Taïwan
La troisième crise du détroit de Taïwan (également appelée la crise du détroit de Taïwan de 1995-1996) était une période de tensions entre les gouvernements de la république populaire de Chine et de la république de Chine. Les communistes lancent une série de tirs de missiles dans les eaux territoriales taïwanaises, y compris le détroit de Taiwan, du 21 juillet 1995 au 23 mars 1996.
En mai 1995, des résolutions votées au département d'État pour permettre à Lee Teng-hui, le président de la république de Chine (Taïwan), de visiter les États-Unis sont adoptées par la Chambre (396 voix pour, 0 contre) et par le Sénat (91 voix pour, 1 contre). La république populaire de Chine condamne les États-Unis, qui tentent selon elle de « ruiner les relations sino-américaines ».
La première série de tirs de missiles effectuée à la mi-1995 aurait été destinée à envoyer un signal clair au gouvernement de Lee Teng-hui, qui suivait une politique contraire à celle d'une seule Chine, après avoir tenu un discours aux États-Unis sur la démocratisation de la Chine à l'université Cornell. La deuxième série de test de missiles, au début de l'année 1996, aurait eu l'intention d'intimider l'électorat taiwanais dans la perspective de l'élection présidentielle de 1996.
L'Armée populaire de libération est par ailleurs mobilisée dans la province du Fujian, qui entreprend des manœuvres navales du 15 au 25 août 1995. En réponse, les États-Unis déploient une flotte militaire en Asie, considérée comme la plus importante depuis la guerre du Viêt Nam : deux groupes aéronavals centrés sur les porte-avions USS Independence, USS Nimitz. Le président américain Bill Clinton ordonne également à d'autres navires de se déployer dans la région en mars 1996.
Bien que la crise n'ait pas provoqué d'escalade militaire, elle a cependant eu un impact notable sur l'économie de la république de Chine. Le marché boursier a reculé de 17 % lors de la crise. L'île a perdu une quantité importante de capital et le prix de l'immobilier a chuté.